# Mozume Takami

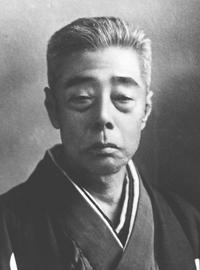
Mozume Takami

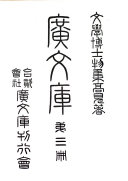
Kōbunsho

Mozume Takami (japanisch 物集 高見; geboren 10. Juli 1847 in Kitsuki (Provinz Bungo); gestorben 23. Juni 1928 ebenda) war ein japanischer Literaturwissenschaftler und Enzyklopädieverfasser.

## Leben und Wirken
Mozume Takami wurde als ältester Sohn des Gelehrten und Vertreters der Kokugaku, der „Nationallehre“, Mozume Takayo (物集 高世; 1817–1883) geboren. Nachdem er seinen ersten Unterricht zuhause erhalten hatte, studierte er Rangaku, also westliches Wissen in Nagasaki. 1867, im Alter von 20 Jahren, ging er nach Kyōto und arbeitete bei Tamamatsu Mahiro (玉松 真弘; 1810–1872), um das „Kokusho“ (国書) zu vervollständigen. Danach studierte er drei Jahre an der Privatschule von Tamamatsu.
Nach der Meiji-Restauration 1868 arbeitete Mozume im Shintǒ-Amt (神祇官), im Kultusministerium (文部省) und an anderen Stellen. Er lehrte an der Universität Tokio im Fach Literaturwissenschaft, war dann Professor am Gakushūin und am Kokugakuin. Zu seinen Leistungen zählen nicht nur seine Erläuterungen zum Begriff „Kokutai“, also zum nationalen Gemeinwesen, sondern auch u. a. „Gembun itchi“ (言文一致) 1886, das die Notwendigkeit einer einheitlichen Sprache befürwortete, und „Kotoba no hayashi“ (ことばのはやし) – „Wörter-Wald“ 1888, ein neuartiges japanisches Wörterbuch, das er später „Nihon Daijirin“ (日本大辞林) nannte.
Im März 1899 wurde er der erste Doktor der Literatur in Japan. Im April desselben Jahres gab er auf Rat von Inoue Tetsujirō seine Position als Professor an der Universität Tokio auf und setzte sein gesamtes Familienvermögen ein für die  Fertigstellung von „Gunsho sakuin“ (群書索引) – „Bücher-Index“ (1916) und „Kōbunko“ (広文庫), eine Enzyklopädie von Schriften japanischer und chinesischer Klassiker, sowie buddhistischer Schriften, die er von 1916 bis 1918 in 20 Bänden herausgab. Im Februar 1927, im Alter von 81 Jahren, veröffentlichte er alle 12 Bände von „Kōgaku Sōsho“ (皇學叢書) – „Schriften zur Tennō-Lehre“.